# Флінтшир
Флі́нтшир (англ. Flintshire) — область у складі Уельсу. Розташована на північному сході країни. Адміністративний центр — Молд.

## Найбільші міста
Міста з населенням понад 6 тисяч осіб:
| № | Місто     | Населення, осіб (2001) |
| - | --------- | ---------------------- |
| 1 | Шоттон    | 24 751                 |
| 2 | Баклі     | 18 268                 |
| 3 | Коннас-Кі | 16 526                 |
| 4 | Флінт     | 11 936                 |
| 5 | Молд      | 9 568                  |
| 6 | Холівелл  | 6 893                  |